# Józef Sołtan
Józef Sołtan (ur. ok. 1450, zm. 1521) – prawosławny biskup smoleński od 1494 r., następnie (od 1507/1508 r.) prawosławny metropolita kijowski, zwolennik unii z Kościołem rzymskim.

## Życiorys
W okresie oblężenia Smoleńska w czasie wojny litewsko-moskiewskiej (1500-1503) demonstrował wierność królowi Aleksandrowi, za co otrzymał nadania ziemskie we wsiach Topilec, Baciuty, Piszczewo, które przekazał na ufundowanie monasteru w Supraślu (akt z 11 maja 1506).
Jako metropolita kijowski nie podjął realizacji unii z Rzymem, czemu nie sprzyjał zarówno niepokój ze strony Moskwy, jak i usztywnienie stanowiska Stolicy Apostolskiej, która domagała się, by Rusini przechodzili raczej na obrządek łaciński.
W 1509 r. z jego inicjatywy został zwołany do Wilna (będącego wówczas zwykle rezydencją metropolitów kijowskich) sobór prawosławny podjął wiele decyzji mających podnieść znaczenie Cerkwi w Wielkim Księstwie Litewskim.
Za wstawiennictwem Józefa Sołtana oraz Konstantego Ostrogskiego oraz innych duchownych i świeckich przywódców prawosławia Zygmunt Stary na sejmie w Brześciu 2 lipca 1511 r. wydał przywilej potwierdzający dotychczasowe prawa Cerkwi prawosławnej w Wielkim Księstwie Litewskim i w Królestwie Polskim. Duchowni prawosławni zostali także wyjęci spod jurysdykcji świeckich urzędników.